# Pointer turco
Il pointer turco o Catalburun (nome composto da: "çatal" che significa forchetta e "burun" che significa naso) o Tarsus Fork-nose Dog o Tarso o puntatore turco meno comunemente; è uno dei due cani segugi riconosciuti in Turchia insieme al Kopay turco. È una razza molto rara, anche nel paese di origine, si stima ci siano poche centinaia di esemplari.

## Storia
La razza, secondo una ipotesi, sembra essersi formata in Turchia a Tarso, nell'omonimo distretto della provincia di Mersin situata nella Regione Mediterranea della Turchia che unisce l'Asia all'Europa, distretto dove furono importati cani di razza Pachón Navarro di provenienza spagnola. Questo è successo durante il periodo della dinastia califfale musulmana degli Abbasidi, periodo in cui sia la Spagna che regione di Tarus erano sotto il dominio degli Abbasidi-Omayyadi. Altri ricercatori sostengono al contrario che il Pachon Navarro spagnolo derivi dal catalburun.

## Caratteristiche
I catalburun hanno un naso sdoppiato, essa è una caratteristica genetica piuttosto rara nelle razze canine condivisa da altre due razze il Pachon navarro spagnolo e l'Andean Tiger Hound boliviano.
Essa si presenta con la separazione verticale completa del tartufo, tanto da sembrare avere due rinari separati.
Il naso in realtà non è doppio, ma sembra che lo sia perché le narici sinistra e destra sono separate l'una dall'altra da una profonda rientranza. In alcuni casi, questo solco è così profondo che ogni narice sembra avere la propria radice.
Il pelo è corto e il mantello è di vari colori, il marrone è il più comune seguito dal marrone e bianco, bianco e nero e nero. 
È un cane di taglia medio-grande con un torace profondo e una corporatura atletica. Hanno le tipiche orecchie pendenti del Pointer inglese che incorniciano il viso e una coda lunga e dritta.
Il Catalburun ha un senso dell'olfatto molto acuto, cosa probabilmente accentuata dalla particolare struttura del naso, esso è quindi particolarmente abile nella caccia olfattiva come cane da ferma; la razza è molto apprezzata nella caccia di pernici. Abbaia poco ed ha una ferma molto stabile e duratura.
Oltre alla caccia tradizionale, il Tarso viene sempre più utilizzato dalla polizia turca come cane antidroga e come cane da soccorso.  
I cani Tarso sono molto amichevoli e vanno d'accordo anche con l'uomo ad altri cani ma necessitano di molto spazio.

## Salute
Il pointer turco può soffrire di displasia dell'anca, allergie e ipotiroidismo.